# Trapezoëder
Een trapezoëder of antidipiramide is een veelvlak met 2{\displaystyle n} zijvlakken, die het duale veelvlak van een antiprisma is. De veelvlakken, die aan deze definitie voldoen en die spiegelsymmetrisch zijn, hebben vliegers als zijvlakken. Een ruitenzesvlak is hier een voorbeeld van, omdat een ruit als vlieger telt. Een spiegelsymmetrische trapezoëder met zes zijvlakken is een ruitenzesvlak.

## Varianten
Hieronder staan voorbeelden van trapezoëders. Bij de trapezoëders waarvan de zijvlakken vliegers zijn, staat per figuur het aantal zijvlakken.

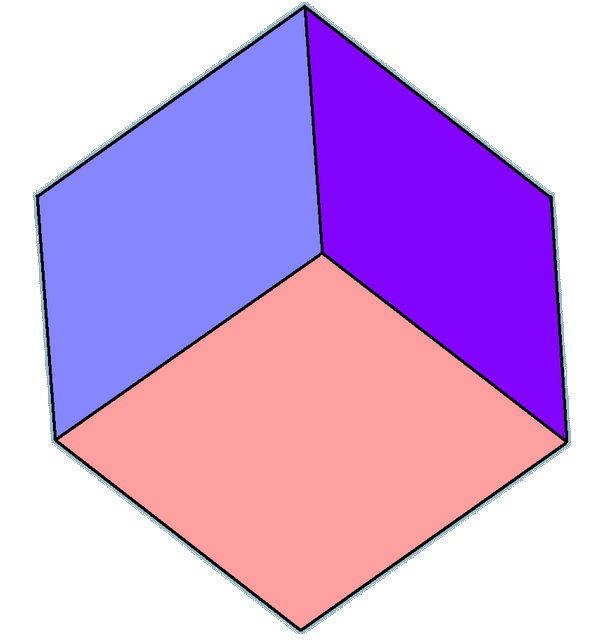
6
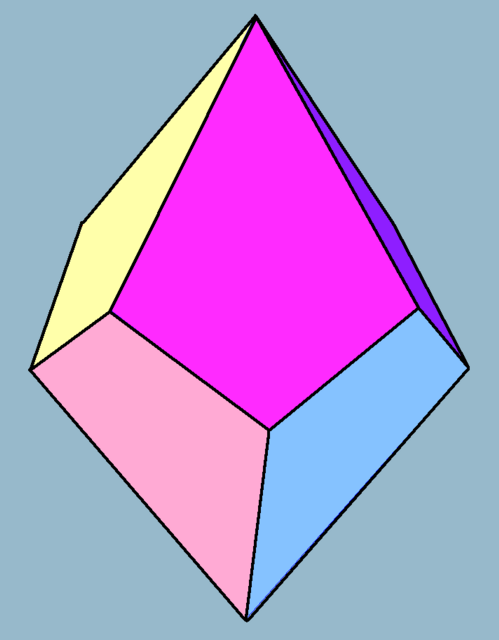
8
10
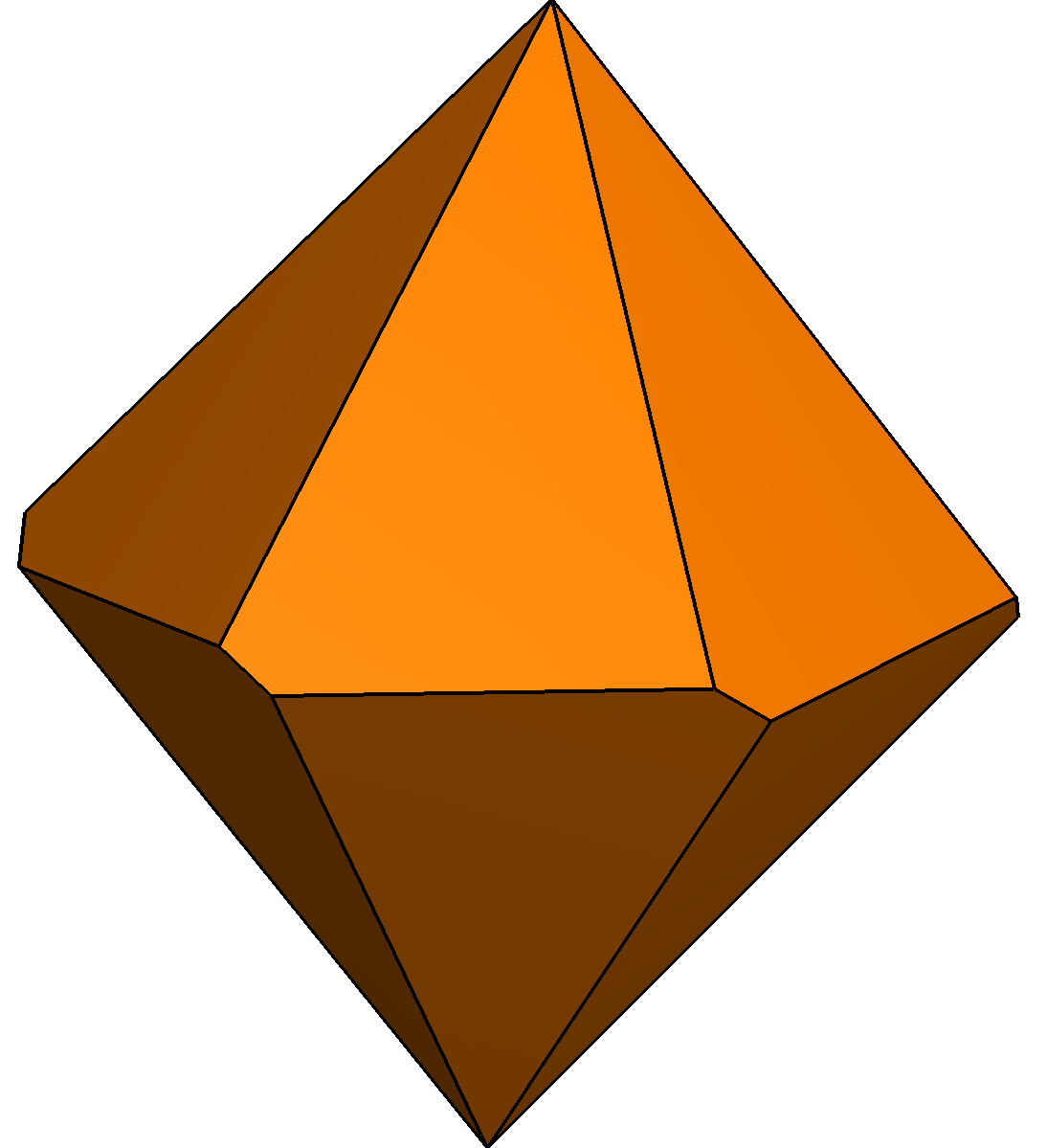
trapezoëder, maar niet spiegelsymmetrisch
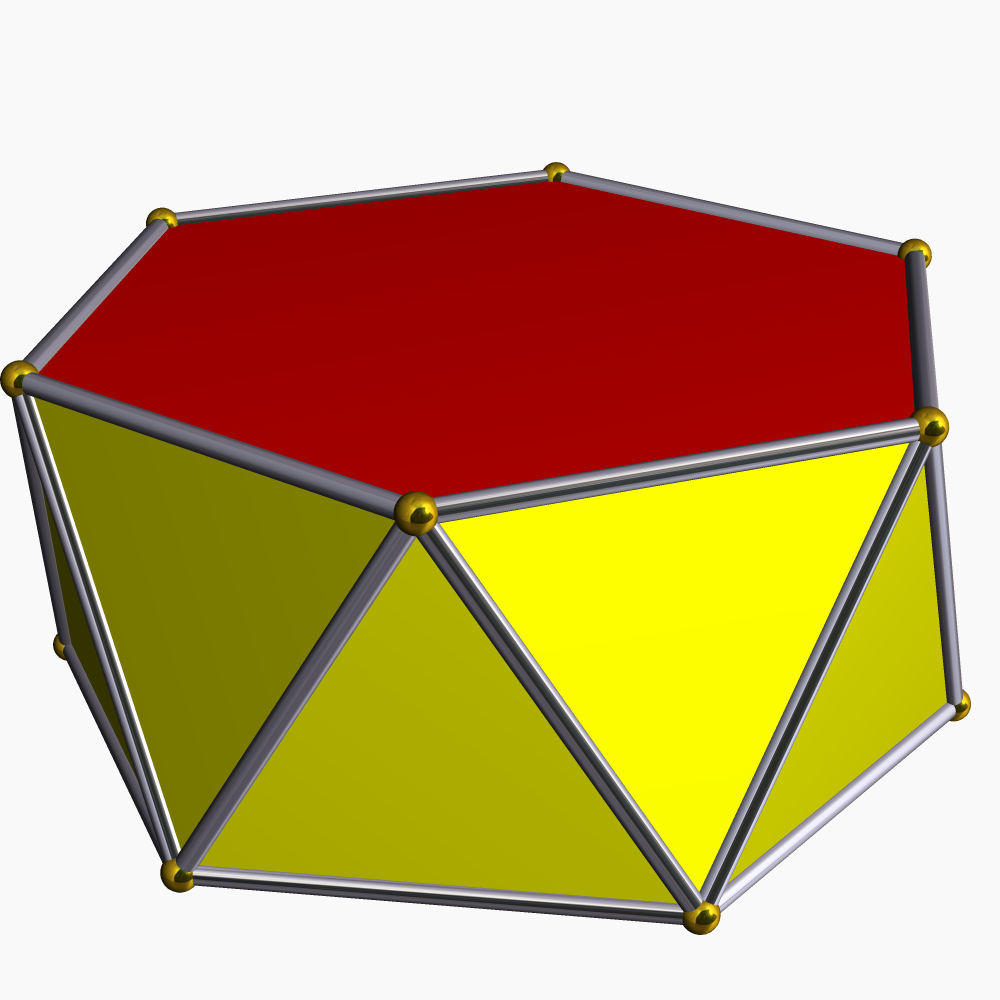
antiprisma tussen twee regelmatige zeshoeken